# Qods (shahrestan)
Qods (persiska: قدس), eller Shahrestan-e Qods (شهرستان قدس), är en shahrestan, delprovins, i Iran. Den ligger i provinsen Teheran, i den norra delen av landet. Administrativt centrum är staden Qods.
Delprovinsen hade 316 636 invånare 2016.